# Благоје Аџић
Благоје Аџић (Придворица, код Гацка, 2. септембар 1932 — Београд, 1. март 2012) био је генерал-пуковник Југословенске народне армије и Војске Југославије. У периоду од 29. септембра 1989. до 27. фебруара 1992. године обављао је дужност Начелника Генералштаба ЈНА, док је Савезног секретара за народну одбрану СФРЈ заступао у периоду од 27. фебруара до 8. маја 1992. године.

## Биографија
Благоје Аџић је рођен 2. септембра 1932. године у селу Придворица, општина Гацко. Чак четрдесетдва члана породице Аџић, укључујући и генералове родитеље, два брата и сестру, убиле су у покољу на Божић 7. јануара 1942. године комшије усташе муслимани.
После завршетка трећег разреда Индустријске школе, завршио је Школу за активне официре везе 1953. године. Након тога Школу страних језика ЈНА — 1966, Вишу војну академију „Фрунзе” у Совјетском Савезу — 1969, Ратну школу ЈНА — 1973. и Школу општенародне одбране (данас Школа националне одбране) — 1987. године.
Обављао је следеће командне дужности: командир вода у Гарди, командант корпуса, командир чете у 166. гардијском пуку, командант Првог и Трећег пешадијског батаљона Четвртог пролетерског пешадијског пука, командант 168. пешадијског пука, командант 168. пешадијске бригаде, командант 25. и 26. пешадијске дивизије, и командант 52. корпуса.
Налазио се и на месту помоћника начелника Штаба дивизије за обавештајне послове, начелника Штаба Шеснаестог пешадијског пука, начелника Штаба и уједно заменика команданта 41. пешадијске дивизије и начелника Штаба 52. корпуса.
Постао је заменик команданта Седме армије 1986. године и на тој дужности био до 1987, те заменик Начелника Генералштаба Оружаних снага СФРЈ до 1989.
За Начелника Генералштаба Оружаних снага СФРЈ именован је 29. септембра 1989. године, и на тој дужности био до 27. фебруара 1992. године.
Заступао је Савезног секретара за народну одбрану СФРЈ у периоду 27. фебруар — 8. мај 1992.
У чин генерал-мајора унапређен је 1982, генерал-потпуковника 1987, и генерал-пуковника ЈНА 1989. године.
Одликован је Орденом заслуга за народ са златном звездом и многобројним војним одликовањима, међу којима су — Орден за војне заслуге са великом звездом, Орден народне армије са златном звездом, Орден за војне заслуге са златним мачевима, Орден народне армије са сребрном звездом и Орден за војне заслуге са сребрним мачевима.
Генерал Аџић је умро у Београду, 1. марта 2012. године. Сахрањен је уз војне почасти у присуству супруге, чланова најуже родбине, колега и пријатеља на Централном гробљу у Београду, 3. марта 2012. године.